# Laurel Island
Laurel Island ist eine Binneninsel an der amerikanischen Atlantikküste. Sie gehört zum US-Bundesstaat Georgia und grenzt landeinwärts an die Gemeinden von Kingsland und St. Mary’s. Sie liegt direkt in den Ausläufern des Crooked River. Die Insel ist etwa acht Quadratkilometer groß und bislang nicht erschlossen. Das Klima ist subtropisch mit Sommertemperaturen bis 32 °C und Tiefstwerten zwischen 2 °C und 11 °C in den Wintermonaten.

## Flora und Fauna
Laurel Island besteht aus über 2000 Morgen Wald, in dem riesige Magnolien und jahrhundertealte, immergrüne Eichen ein dichtes Blätterdach bilden. Einige dieser Bäume erreichen eine Höhe von bis zu 40 Metern. Dazu kommen hohe und sandige Klippen, ausgedehnte und weitläufige Marschen sowie zahlreiche smaragdfarbene Kanäle, in denen u. a. Delfine, Seekühe und (unechte) Karettschildkröten zu Hause sind. Darüber hinaus ist die Insel ein Rückzugsgebiet für unzählige Vogelarten wie Pelikane, Ibisse, Flamingos und Silberreiher.

## Geschichte
Laurel Isle, wie Laurel Island während der Kolonialzeit hieß, war ursprünglich die Heimat der Timucua-Indianer. Im Jahr 1767 übertrug der britische König Georg III. die Insel und das umliegende Marschland Jermyn und Charles Wright, den Brüdern des damaligen Gouverneurs von Georgia, Sir James Wright. Später kultivierte die Familie Oxley das Marschland für den Anbau von Reis, Indigo und Baumwolle. Im 18. und 19. Jahrhundert galt die Region um Laurel Island als die Reiskammer des Südostens der USA. Überreste dieser Zeit finden sich noch heute auf Laurel Island und der kleinen Nachbarinsel Chipper's Island. Im 20. Jahrhundert geriet Laurel Island etwas in Vergessenheit und befindet sich heute in Privatbesitz.